# 지미 라이

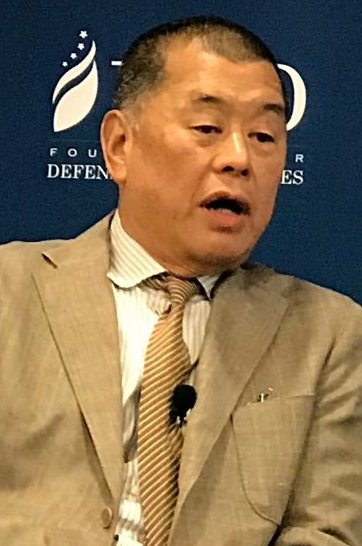

지미 라이(Jimmy Lai, 1947년 12월 8일 ~ , 黎智英 Lai Chee-Ying 라이치잉(여지영)는 홍콩의 기업인이다. 의류기업인 지오다노를 창업했고 신문 빈과일보의 발행사인 넥스트디지털을 창업했다.
홍콩의 민주파 중 한 사람으로 2014년 우산 시위와 2019–2020년 홍콩 시위에 참여했다. 2020년 홍콩 국가보안법 위반 혐의로 체포되었다.

## 같이 보기
- 빈과일보 (타이완)
- 지오다노
- 일국양제
- 민주파
- 특별행정구